# Dan Lindsay
Daniel Lindsay ist ein Filmemacher und Filmschauspieler, der bei der Oscarverleihung 2012 für seine Arbeit bei Ungeschlagen zusammen mit T. J. Martin und Rich Middlemas mit dem Oscar in der Kategorie Bester Dokumentarfilm ausgezeichnet wurde.

## Leben
Lindsay wuchs in Rockford, Illinois auf und studierte bis zu seinem Abschluss 2001 an der University of Missouri. Lindsay arbeitet seit 2008 mit Martin zusammen, den er bei seiner Arbeit an Last Cup kennengelernt hatte. Ungeschlagen war Lindsays und Martins Debütfilm.
2018 wurde er in die Academy of Motion Picture Arts and Sciences berufen, die jährlich die Oscars vergibt.

## Filmografie
- 2006: Missed Connection (Kurzfilm – Schauspieler und Editor)
- 2007: Entourage (Fernsehserie – Schauspieler)
- 2008: Cute Couple (Kurzfilm – Schauspieler)
- 2008: Last Cup: Road to the World Series of Beer Pong (Dokumentarfilm – Regisseur und Drehbuchautor)
- 2011: Ungeschlagen (Undefeated, Dokumentarfilm – Regisseur, Editor, Kameramann und Produzent)
- 2013: My Favorite Picture of You (Dokumentar-Kurzfilm – Regisseur und Produzent)
- 2015: I Am Dying (Fernseh-Dokumentarfilm – Regisseur, Kameramann und Editor)
- 2021: Tina (Dokumentarfilm – Regisseur und Drehbuchautor)